# Shenzhen (Schiff)
Die Shenzhen ist ein Lenkwaffenzerstörer der Marine der Volksrepublik China (PLAN) und einziges Schiff des Typ 051B oder nach NATO-Codename auch als Luhai-Klasse bezeichnet.

## Allgemein
Das nach der Unterprovinzstadt Shenzhen in der Provinz Guangdong benannte Schiff stellt eine wesentlich vergrößerte und verbesserte Version der vorangehenden beiden Zerstörer des Typ 052 (Luhu-Klasse) dar. Bei der Indienststellung im September 1999 war die Shenzhen das größte jemals in China gebaute Überwasserkriegsschiff. Außerdem wurde hier erstmals für die PLAN die Tarnkappentechnik angewendet, um die Radar- und Infrarotsignatur zu reduzieren. Im Vergleich zu neueren chinesischen und westlichen Schiffen mit dieser Technologie, sind die Stealth-Eigenschaften bei der Shenzhen jedoch noch sehr rudimentär.
Der Bau weiterer Einheiten wurde zugunsten modernerer Designs aufgeben. Trotz seiner relativen Größe ist das Schiff relativ kampfschwach; Mittel- bis Langstreckenluftabwehr fehlen völlig. Deshalb wurde der zweite, bereits weit im Bau fortgeschrittene Rumpf nach dem Design Typ 051C (Luzhou-Klasse) fertiggestellt, welches insbesondere im Bereich der Luftabwehr über wesentlich modernere Fähigkeiten verfügt.

## Ausrüstung
Zur Bewaffnung gehören ein 100-mm-Zwillingsgeschütz, ein Achtfachstarter für HQ-7-Luftabwehrraketen (eine Kopie der Crotale) sowie vier 37-mm-Zwillingsgeschütze für die Nahbereichsluftabwehr.
Außerdem sind vier Vierfachstarter für YJ-2 Seezielflugkörper sowie Torpedos eingerüstet.
Als erstes chinesisches Schiff erhielt die Shenzen ein 3D-Luftraumüberwachungsradar vom Typ RICE SHIELD.